# Eva Alw
Eva Charlotta Alw född Scholander den 8 december 1894 i Johannes församling i Stockholm, död den 11 mars 1976 på Höstsol i Täby, var en svensk skådespelare.
Alw filmdebuterade 1921 i Gunnar Klintbergs Elisabet, och hon kom att medverka i nio filmproduktioner. Hon var dotter till vissångaren Sven Scholander och hans maka Lotten von Bahr.
Från 1920 var hon gift med skådespelaren Gabriel Alw. De är begravda på Djursholms begravningsplats.
Hon var mor till Sven Göran Alw och Carl-Michael Alw.

## Filmografi
- 1921 – Elisabet
- 1956 – Rasmus, Pontus och Toker
- 1956 – Sceningång
- 1957 – Med glorian på sned
- 1957 – Enslingen Johannes
- 1958 – Den store amatören
- 1959 – Det svänger på slottet
- 1960 – På en bänk i en park
- 1964 – Älskande par

### Fotnoter
1. 1 2  ”Eva Alw”. Svensk Filmdatabas. http://www.sfi.se/sv/svensk-filmdatabas/Item/?type=PERSON&itemid=58231&ref=%2ftemplates%2fSwedishFilmSearchResult.aspx%3fid%3d1225%26epslanguage%3dsv%26searchword%3deva+alw%26type%3dPerson%26match%3dBegin%26page%3d1%26prom%3dFalse. Läst 21 september 2012.
2. ↑  Alw, Carl Gabriel i Vem är det, 1943
3. ↑  FinnGraven
4. ↑  Minnesruna för Eva Scholander-Alw i Dagens Nyheter, 17 mars 1976, sid. 26